# T'Pau
T'Pau var en brittisk rockgrupp som var aktiv mellan 1986 och 1991. Gruppens sångare heter Carol Decker. De hade tre stora hits, "Heart and Soul", "Valentine" och "China in Your Hand". Den sistnämnda låg etta på många internationella topplistor. De hade även en rad mindre hits. Deras namn kommer från en karaktär i Star Trek.
Bandet splittrades i början av 1990-talet efter att ha släppt sitt tredje album, The Promise, men Decker återupprättade bandet med nya musiker och utgav albumet Red 1998 och bandet har därefter uppträtt sporadiskt.

## Bandmedlemmar
Nuvarande medlemmar
- Carol Decker (f. 10 september 1957 i Liverpool) – sång (1986–1991, 1998–)
- Ronnie Rogers (f. 13 mars 1959 i Shrewsbury) – rytmgitarr (1986–1991, 2007, 2013–)

Tidigare medlemmar
- Tim Burgess (b. 6 oktober 1961 Macclesfield) – trummor, percussion (1986–1991)
- Michael Chetwood (f. 26 augusti 1954 i Telford) – keyboard (1986–1991)
- Paul Jackson (f. 8 augusti 1961 i Telford) – basgitarr (1986–1991)
- Taj Wyzgowski (f. 24 november 1959 i Edinburgh) – sologitarr (1986–1987)
- Dean Howard (f. 7 maj 1961 i London) – sologitarr (1987–1991)
- Jez Ashurst – sologitarr (1998)
- Dave Hattee – trummor, percussion (1998)
- Dan McKinna – basgitarr (1998)

Turnerande medlemmar
- Carsten Moss–- keyboard
- James Ashby – sologitarr
- Kez Gunes – basgitarr
- Dave Hattee – trummor
- Odette Adams – bakgrundssång

## Diskografi
Studioalbum
- 1987 – Bridge of Spies
- 1988 – Rage
- 1991 – The Promise
- 1998 – Red

Samlingsalbum
- 1993 – Heart and Soul – The Very Best of T'Pau
- 1997 – The Greatest Hits
- 2003 – Greatest Hits Live!

Singlar (topp 40 på UK Singles Chart)
- 1987 – "Heart and Soul" (#4)
- 1987 – "China in Your Hand" (#1)
- 1987 – "Valentine" (#9)
- 1988 – "Sex Talk (Live)" (#23)
- 1988 – "I Will Be with You" (#14)
- 1988 – "Secret Garden" (#18)
- 1989 – "Only the Lonely" (#28)
- 1991 – "Whenever You Need Me" (#16)